# Vojkovice (okres Karlovy Vary)
Vojkovice (německy Wickwitz, užíván byl i název Wickwitz bei Karlbad) jsou obec v okrese Karlovy Vary v Karlovarském kraji. Leží zhruba třináct kilometrů severovýchodně od Karlových Varů a pět kilometrů východně od Ostrova. Žije v ní 636 obyvatel.

## Historie
První písemná zmínka o obci pochází z roku 1088, v roce 1226 přešly jakou součást panství Zettlitz pod správu hradu Loket. Přifařeny byly k Velichovu.
V letech 1870 až 1873 byla budována společností Buštěhradská dráha (BEB) železniční trať podél Ohře a Bystřice z Chomutova do Chebu a obec tak získala železniční spojení. V roce 1895 byla z iniciativy Heinricha Mattoniho vybudována i železniční trať Vojkovice nad Ohří – Kyselka.
V důsledku mnichovské dohody roce 1938 byla obec připojena k Německu.

### Hospodářství
Významným zaměstnavatelem v obci byla továrna na výrobu nití, založená v bývalém mlýně po první světové válce. Jejími majiteli byli Walter a Erwin Schön. Firma vyvážela své zboží (přízi, nitě a tkaničky do bot) do celého světa např. do Londýna, Paříže i New Yorku a byla jedním z největších vývozců příze v tehdejším Československu.. V dobách největšího rozmachu pracovalo v továrně téměř 140 zaměstnanců. V roce 1939, po obsazení Sudet museli majitelé pro svůj židovský původ, továrnu opustit. Po ukončení výroby nití v roce 1951 se v areálu firmy vystřídalo několik podniků (TOSTA, Textil Plzeň, BLEX). K zániku výroby v areálu došlo v roce 2003. Od roku 2008 se o obnovu budov továrny, včetně původní vodní elektrárny, snaží nový majitel.

## Přírodní poměry
V geomorfologickém členění Česka Vojkovice leží v Doupovských horách, konkrétně v okrsku Jehličenská hornatina. Asi 400 metrů severně od nádraží se nachází pyroklastiky tvořená Vojkovická skála, kterou v minulosti odkryl dosud ne zcela stabilizovaný sesuv. Nacházejí se v ní polohy diagonálně zvrstvených štěrčíkových tufů, které obsahují akreční lapilli. Ty jsou dokladem exploze plynů a vodní páry v blíže neznámém vulkanickém centru.
Na jižním okraji vesnice, mezi Vojkovicemi a Jakšovými domky se nachází přírodní památka Dubohabřina ve Vojkovicích. Rozsáhlejší chráněné území Špičák u Vojkovic leží na svazích údolí Ohře mezi Vojkovicemi a Damicemi.

## Obyvatelstvo
V roce 1890 zde žilo 435 obyvatel. Při sčítání lidu v roce 1921 zde žilo 643 obyvatel (z toho 304 mužů), z nichž bylo šest Čechoslováků, 632 Němců a pět cizinců. Až na pět evangelíků, jednoho žida a čtyři členy jiných nezjišťovaných církví se hlásili k římskokatolické církvi. Podle sčítání lidu z roku 1930 měla vesnice 770 obyvatel: 87 Čechoslováků, 676 Němců, jednoho příslušníka jiné národnosti a šest cizinců. Výrazně převládala římskokatolická menšina, ale žilo zde také jedenáct evangelíků, šestnáct členů církve československé, jeden člen jiných nezjišťovaných církvi a 31 lidí bez vyznání. V roce 1939 žilo ve Vojkovicích 714 lidí.
| Rok            | 1869 | 1880 | 1890 | 1900  | 1910  | 1921  | 1930  | 1950  | 1961 | 1970 | 1980 | 1991 | 2001 | 2011 | 2021 |
| -------------- | ---- | ---- | ---- | ----- | ----- | ----- | ----- | ----- | ---- | ---- | ---- | ---- | ---- | ---- | ---- |
| Počet obyvatel | 775  | 819  | 927  | 1 290 | 1 355 | 1 361 | 1 524 | 1 013 | 901  | 861  | 730  | 538  | 567  | 626  | 582  |
| Počet domů     | 102  | 118  | 120  | 143   | 158   | 164   | 207   | 218   | 177  | 167  | 155  | 160  | 166  | 179  | 195  |

## Obecní správa
Od roku 1850 spadala obec Vojkovice do okresu Jáchymov. V letech 1938 až 1945 byla obec součástí okresu St. Joachimsthal a po skončení druhé světové války se opět stala součástí Československa. V letech 1949 až 1960 patřila do okresu Karlovy Vary-okolí a od roku 1961 je součástí okresu Karlovy Vary. V roce 1961 k ní byl přičleněn Jakubov.

### Části obce
- Vojkovice (k. ú. Vojkovice nad Ohří)
- Jakubov (k. ú. Jakubov)

Dne 1. ledna 2016 byla k obci připojena dvě katastrální území ze zmenšeného vojenského újezdu Hradiště, pojmenovaná Vojkovice u Hradiště I a Vojkovice u Hradiště II. Dne 19. listopadu 2019 bylo katastrální území Vojkovice u Hradiště I sloučeno do katastru Jakubova, zatímco katastrální území Vojkovice u Hradiště II bylo dne 5. března 2020 sloučeno do katastru Vojkovice nad Ohří.

### Obecní symboly
Znak a vlajka byly obci uděleny rozhodnutím předsedy Poslanecké sněmovny Parlamentu České republiky dne 9. října 2007.

## Pamětihodnosti
- Hradiště Burgstadt, archeologické naleziště